# Athienville
Athienville – miejscowość i gmina we Francji, w regionie Grand Est, w departamencie Meurthe i Mozela.
Według danych na rok 1990 gminę zamieszkiwały 182 osoby, a gęstość zaludnienia wynosiła 14 osób/km² (wśród 2335 gmin Lotaryngii Athienville plasuje się na 863. miejscu pod względem liczby ludności, natomiast pod względem powierzchni na miejscu 422.).